# Pan Am (telessérie)
Pan Am é uma série televisiva produzida pela Sony Pictures Television e apresentada pelo Canal ABC.
O enredo é centrado na companhia que foi o ícone da aviação, A Pan American Airways, conhecida como Pan Am, durante os anos 60. O drama de época, do escritor Jack Orman (ER) e diretor Thomas Schlamme (The West Wing), tem uma história que começa em 1963 e foca nos pilotos e comissárias de bordo da famosa companhia aérea.
A Sony licenciou os direitos de nome e logo da Pan Am junto à Pan Am Systems, uma empresa ferroviária de New Hampshire que adquiriu a marca  em 1998.
Pan Am estreou em 25 de setembro de 2011, exibindo o último episódio da primeira temporada em 19 de fevereiro de 2012. Apesar de notícias sobre o fim da série, a ABC nega oficialmente o cancelamento.

## Elenco

### Elenco principal
- Christina Ricci como Maggie Ryan,[4] comissária de bordo da tripulação, que não tem medo de testar as regras da Pan Am e seus superiores.
- Margot Robbie como Laura Cameron,[4] uma aeromoça recém-saída do treinamento e irmã mais nova de Kate Cameron. Laura aparece na capa da revista Life com seu uniforme da Pan Am, tornando ela em uma mini celebridade e motivo de irritação para sua irmã mais velha.
- Michael Mosley como Ted Vanderway,[4] o copiloto da tripulação. Um ex-aviador naval dos Estados Unidos e piloto de testes que foi levado perante um conselho de revisão naval e mais tarde dispensado por negligência em vôo.[5]
- Karine Vanasse como Colette Valois,[4] uma aeromoça francesa. Ficou órfã durante a ocupação alemã na França durante a Segunda Guerra Mundial, e que ainda guarda ressentimento do povo alemão.
- Mike Vogel como Dean Lowrey,[4] um piloto de Boeing 707 recentemente promovido para as rotas internacionais da Pan Am. Ele teve um envolvimento com Bridget, a ex-comissaria de bordo da tripulação.
- Kelli Garner como Kate Cameron,[4] uma trilíngue e experiente aeromoça, irma mais velha de Laura Cameron. Durante o episodio piloto, Kate é recrutada pela CIA e começa a trabalhar como agente secreta.

### Elenco Recorrente
- Annabelle Wallis como Bridget Pierce,[6] uma aeromoça inglesa e ex-comissaria de bordo. Ela estava namorando Dean Lowrey antes de sair de seu emprego na Pan Am e ir para Londres, como agente secreta da inteligencia. Foi ela quem recomendou Kate para a substituí-la.
- Jeremy Davidson como Richard Parks, operador das missões secretas de Kate em Nova York.
- Kal Parekh como Sanjeev, navegador de voo da tripulação.
- David Harbour como Roger Anderson, um agente britânico e contado das operações secretas de Kate em Londres.[6]
- Goran Visnjic como Niko Lonza, um diplomata Iugoslavo ligado as Nações Unidas servindo nos Estados Unidos. Ele se envolve com Kate e se vê dividido entre seu amor por sua terra natal e as vantagens de sua nova casa.[7][8][9]

## Produção
O episodio Piloto teve um custo estimado de US$10 milhoes. A serie, produzida pela Sony Pictures Television, foi obtida pela ABC em maio de 2011 para a temporada 2011-2012.
Apesar de episódios da série mostram os personagens em várias cidades ao redor do mundo, as filmagens foram realizadas no Arsenal de Marinha de Brooklyn e outros locais em torno da cidade de Nova York. O piloto foi filmado em parte, no Gold Coast Studios em Long Island.
De acordo com a revista Entertainment Weekly, uma recriação em tamanho real de um jato 707 da Pan Am é "a maior estrela da série em todos os sentidos". O modelo 707 é mantido em um hangar perto da fonte do Brooklyn.
Nancy Hult Ganis, uma aeromoça da Pan Am de 1968 a 1976 é uma das produtoras executivas, escritoras e desenvolvedoras da serie; sua pesquisa para a série foi conduzida na Pan Am Historical Foundation e na Universidade de Miami, lugar dos arquivos da Pan Am. Além disso, Ganis ou instruiu os atores e prestou consultoria para os departamentos de acessórios, produção e designers para fazer a produção da série a mais fiel possível ao espírito da época..

## Temporadas
| Temporada | Episódios            | Exibição           | Exibição               | Data de Lançamento em DVD | Data de Lançamento em DVD | Data de Lançamento em DVD |   |
| Temporada | Estreia de temporada | Final de temporada | Região 1               | Região 2                  | Região 4                  |                           |   |
| --------- | -------------------- | ------------------ | ---------------------- | ------------------------- | ------------------------- | ------------------------- | - |
|           | 1                    | 14                 | 25 de Setembro de 2011 | 19 de Fevereiro de 2012   | —                         | —                         | — |

## Episódios
| No. | Titulo                    | Dirigido por        | Escrito por                           | Exibição original em   | No. de Telespectadores (em milhões) |
| --- | ------------------------- | ------------------- | ------------------------------------- | ---------------------- | ----------------------------------- |
| 1 | "Pilot"                   | Thomas Schlamme     | Jack Orman                            | 25 de setembro de 2011 | 11.06                               |
| Dean pilota o Clipper Majestic em seu primeiro vôo de Nova York para Londres e procura sua namorada, Bridget, descobrindo algumas notícias chocantes. Maggie, uma aeromoça em provação por não usar o cinto de trabalhar, de forma inesperada é restabelecida a tripulação quando o comissário Bridget, não aparece. Kate leva uma missão da inteligência dos EUA. Enquanto isso, Laura tem que lidar com pessoas que vêm até ela, perguntando se ela é a aeromoça na capa da revista Life, e tentando fazer o seu melhor para não incomodar sua irmã, Kate. Colette vê um ex-amante no voo, só para descobrir que ele está acompanhado de sua esposa e filho. |                           |                     |                                       |                        |                                     |
| 2 | "We'll Always Have Paris" | Chris Misiano       | Mike Daniels & Jack Orman             | 2 de outubro de 2011   | 7.76                                |
| Durante uma viagem a Paris, a mãe de Laura tenta resolver alguns negócios inacabados, Maggie lida com a atenção de um passageiro agressivo, e Dean procura por informações sobre Bridget. O controle da agência de inteligência de Kate dá-lhe um pequeno pacote para entregar a uma pessoa em Paris, que entrará em contato com ela usando um código. Kate é surpreendida quando o contato é a aeromoça desaparecida, Bridget. O pacote contém um passaporte e outra identificação para nova identidade de Bridget, ela (Kate) deve assumir que ela está sendo desativada do serviço de inteligência devido à sua incapacidade de seguir as ordens. |                           |                     |                                       |                        |                                     |
| 3 | "Ich Bin Ein Berliner"    | Alex Graves         | Yahlin Chang                          | 9 de outubro de 2011   | 6.38                                |
| Em uma coletiva de imprensa em Berlim, para o discurso do Presidente John F. Kennedy, Maggie tenta tudo o que ela pode para encontrar o presidente, enquanto a tripulação tenta encontrar um lugar para vê-lo falar seu discurso. Colette luta com as memórias da ocupação nazista de Paris e de que a deixou órfã quando ela era uma criança durante a Segunda Guerra Mundial. Enquanto em uma operação de inteligência encoberta, Kate ajuda um Oriente mensageiro de inteligência alemã que está se escondendo da Stasi e deseja sair. Perto do final do episódio, a tripulação está presente para uma festa na Embaixada dos Estados Unidos. No meio das festividades em torno a presença de Kennedy Colette de forma espontânea e emocionalmente canta em voz alta o primeiro verso de "Deutschlandlied" - o verso associada ao regime nazista. Mais tarde, ela explica a Kate: "Seu presidente se esforça tanto para tirar (os alemães) da vergonha, mas eles devem sentir vergonha. Eu vim para a Alemanha para perdoar, mas eu ainda os odeio. E eu não sei como parar. " |                           |                     |                                       |                        |                                     |
| 4 | "Eastern Exposure"        | Thomas Schlamme     | Jack Orman & Moira Walley-Beckett     | 16 de outubro de 2011  | 5.84                                |
| Uma mudança de ultima hora, muda o destino da tripulação, antes de ir para Jacarta, na Indonésia. Enquanto estava lá, Maggie leva Laura para sair na cidade. E dada uma missão secreta a Kate que exige que ela va fazer uma entrega em uma parte decadente da cidade e quase perde o prazo final Ted se lembra de seu passado como um aviador naval e abriga raiva e ressentimento sobre suas conexões poderosas de família, que lhe rendeu seu trabalho atual na Pan Am. Ele e Dean têm um desentendimento sobre a aterrissagem em Hong Kong, que termina com ele socando Dean, mas eles fazem as pazes na volta de pouso em Nova York. O final do episódio mostra Kate, esperando para voltar para casa e encontrar Laura no apartamento que dividem, voltando para casa encontra o apartamento vazio, e se mudando para a casa de Maggie. |                           |                     |                                       |                        |                                     |
| 5 | "One Coin in a Fountain"  | Andrew Bernstein    | Lydia Woodward                        | 23 de outubro de 2011  | 5.68                                |
| A tripulação voa para Monte Carlo. Maggie é atraído por Niko Lonza (Goran Visnjic), um iugoslavo ligado a ONU que tem uma conexão pessoal com um espião soviético do sexo feminino (Barbara Schulz). a tarefa de Kate é fazer com que as impressões digitais do espião, o que a coloca diretamente entre Niko e Maggie, para grande consternação de Maggie. retorna à casa de penhores, a fim de recuperar o anel de noivado, ela penhorou mais de 60 dias antes depois de deixar seu noivo-a-ser no altar. Quando ela descobre que ele foi vendido, ela vai para o Harlem encontrar o comprador, a fim de comprá-lo para trás e começar o encerramento, em seu relacionamento aberto com seu ex-noivo. Durante um vôo mais cedo entre Nova York e Londres, Dean encontra Gina (Erin Cummings), um passageiro que, como ele descobre a caminho de Monte Carlo, é a amante do vice-presidente da Pan Am. |                           |                     |                                       |                        |                                     |
| 6 | "The Genuine Article"     | Matt Penn           | Todd Ellis Kessler & Nick Thiel       | 30 de outubro de 2011  | 5.46                                |
| Apesar de quase perder seu emprego, Maggie é capaz de recupera-lo atribuído ao vôo indo para o Rio de Janeiro, alegando que ela é fluente em Português. Enquanto ela olha para trás, no caminho que ela levou para chegar ao seu trabalho, ela percebe que faria qualquer coisa para mantê-lo. É dada uma tarefa a Kate que envolve a descoberta das simpatias políticas de Niko. Depois de aprender que a CIA quer que ela recrute Niko, ela tenta equilibrar a tarefa e seu crescente relacionamento com ele. Dean está aborrecido como Ginny continua a alterar romanticamente entre ele e seu chefe, o vice-presidente da Pan Am. Durante o vôo para o Rio de Janeiro, um fotógrafo para a revista Life tira fotos de Laura. Depois de serem presas pela polícia do Rio de Janeiro, Laura descobre que Maggie não é fluente em Português, e fica desapontada com sua nova companheira de quarto. Ainda enfrentando a possibilidade de perder seu emprego, Maggie solicita a assistência do vice-presidente da Pan Am no vôo de volta para Nova York e após a sua chegada ao Worldport. Quando ele se recusa, pela segunda vez, ela se oferece para fornecer informações que possam ser de interesse para ele. No final do episódio, vemos um Maggie triunfante com o seu trabalho. |                           |                     |                                       |                        |                                     |
| 7 | "Truth or Dare"           | Julie Anne Robinson | Mike Daniels & Jack Orman             | 6 de novembro de 2011  | 5.17                                |
| A tripulação foi atribuída a transportar os marinheiros da Marinha dos EUA pertencentes à tripulação de um submarino de Madrid-Barajas para Idlewild. Enquanto espera para os marinheiros para chegar, Maggie, Colette, Laura e Kate se sentam na parte de trás do avião e jogam um jogo de Verdade ou Desafio. Durante o jogo, Laura revela que ela posou nua para o fotógrafo da revista Life, perturbando Kate. Uma vez no ar, os marinheiros realizaram uma despedida de solteiro de improvisada durante o voo; um marinheiro, Black (Gaius Charles) de Mississippi declara um brinde ao noivo, produzindo um sorriso caloroso de Laura. Após o desembarque, Maggie convida o marinheiro para passar a noite em um sofá no apartamento que agora compartilha com Laura. No dia seguinte, ele e Laura vão ate Nova York para uma volta na cidade até a hora que o trem de Black parta para Mississippi naquela noite. Na estação de trem, o marinheiro é vítima de uma agressão racial. Laura leva ele ao apartamento de Kate, onde ela limpa a suas feridas; os dois partilham um beijo apaixonado. Kate e Niko passam a noite juntos, depois, a Kate está chateada quando Niko é forçado a retirar de seu apartamento para uma entrevista da CIA. Depois de perceber que Kate tem trabalhado para recrutá-lo como um agente, Niko fica zangado com ela, acusando-a de mentir para ele em relação à verdadeira natureza de seu relacionamento. No final do episódio, Niko e a Kate resolvem suas diferenças na Worldport antes que ela embarque para o vôo 2, um vôo ao redor do mundo. |                           |                     |                                       |                        |                                     |
| 8 | "Unscheduled Departure"   | Millicent Shelton   | Jill Abbinanti & Nick Thiel           | 13 de novembro de 2011 | 5.64                                |
| 9 | [ 27 ]                    | John Fortenberry    | Moira Walley-Beckett & Lydia Woodward | 4 de dezembro de 2011  | 4.65                                |

## Recepção da crítica
Pan Am teve recepção geralmente favorável por parte da crítica especializada. Com base de 28 avaliações profissionais, alcançou uma pontuação de 67% no Metacritic. Por votos dos usuários do site, atinge uma nota de 7.5, usada para avaliar a recepção do público.

## Audiência
| No. | Titulo                    | Exibido em              | 18–49 rating | Telespectadores (milhões) | Rank semanal |
| --- | ------------------------- | ----------------------- | ------------ | ------------------------- | ------------ |
| 1   | "Pilot"                   | 25 de setembro de 2011  | 3.1          | 11.06                     | TBA          |
| 2   | "We'll Always Have Paris" | 2 de outubro de 2011    | 2.6          | 7.76                      | TBA          |
| 3   | "Ich Bin Ein Berliner"    | 9 de outubro de 2011    | 1.9          | 6.38                      | TBA          |
| 4   | "Eastern Exposure"        | 16 de outubro de 2011   | 1.8          | 5.84                      | TBA          |
| 5   | "One Coin in a Fountain"  | 23 de outubro de 2011   | 1.8          | 5.68                      | TBA          |
| 6   | "The Genuine Article"     | 30 de outubro de 2011   | 1.8          | 5.46                      | TBA          |
| 7   | "Truth or Dare"           | 6 de novembro de 2011   | 1.7          | 5.17                      | TBA          |
| 8   | "Unscheduled Departure"   | 13 de novembro de 2011  | 1.8          | 5.64                      | TBA          |
| 9   | "Kiss Kiss Bang Bang"     | 4 de dezembro de 2012   | 1.5          | 4.65                      | TBA          |
| 10  | "Secrets & Lies"          | 8 de janeiro de 2012    | 1.3          | 3.96                      | TBA          |
| 11  | "Diplomatic Relations"    | 15 de janeiro de 2012   | 1.2          | 3.82                      | TBA          |
| 12  | "New Frontiers"           | 22 de janeiro de 2012   | 1.2          | 3.74                      | TBA          |
| 13  | "Romance Languages"       | 12 de fevereiro de 2012 | 0.7          | 2.57                      | TBA          |
| 14  | "1964"                    | 19 de fevereiro de 2012 | 1.2          | 3.77                      | TBA          |

## Referencias
1. ↑  The Guardian - Pan Am: Mad Men with wings, Vicky Frost - September 22, 2011
2. ↑  Schneider, Michael (20 de setembro de 2010). «Pilot flies Pan Am». Variety. Consultado em 16 de maio de 2011
3. ↑  Is 'Pan Am' Canceled? ABC Says No
4. 1 2 3 4 5 6  «Characters». Pan Am. ABC. Consultado em 17 de outubro de 2011. Arquivado do original em 3 de outubro de 2011
5. ↑  "About the Show" Arquivado em 2 de dezembro de  2011, no Wayback Machine.. Pan Am. ABC.
6. 1 2  «Pan Am (TV Series)». Internet Movie Database. Consultado em 1 de outubro de 2011
7. ↑  Hibberd, James (17 de agosto de 2011). «ER' vet cast in 'Pan Am' arc». Entertainment Weekly. Consultado em 6 de setembro de 2011
8. ↑  «Goran Visnjic to guest star on 'Pan Am». United Press International. 7 de setembro de 2011. Consultado em 10 de setembro de 2011
9. ↑  «The Crew Goes to Monte Carlo, and Kate and Maggie Compete for the Attentions of a Handsome Passenger, on ABC's 'Pan Am» (Nota de imprensa). ABC. 3 de outubro de 2011. Consultado em 17 de outubro de 2011
10. ↑  Barnes, Brooks (28 de agosto de 2011). «Prime Time Ambitions». The New York Times. Consultado em 19 de outubro de 2011
11. ↑  Fernandez, Sofia M. (26 de setembro de 2011). «Pan Am' Among Season's Priciest Pilots». The Hollywood Reporter. Consultado em 19 de outubro de 2011
12. ↑  Rose, Lacey; Goldberg, Lesley (13 de maio de 2011). «ABC Picks Up 'Charlie's Angels', 'Pan Am', Tim Allen and Shonda Rhimes Projects, More». The Hollywood Reporter. Consultado em 13 de maio de 2011
13. ↑  Stack, Tim (2 de setembro de 2011). «Pan Am': On the set of this fall's most ambitious drama». Entertainment Weekly. Consultado em 22 de outubro de 2011
14. ↑  Christ, Lindsay (23 de março de 2011). «Christina Ricci Films ABC's 'Pan Am' on Long Island». Long Island Press. Consultado em 22 de outubro de 2011
15. ↑  Stack, Tim (2 de setembro de 2011). «Fall TV Preview: Sunday». Entertainment Weekly. Consultado em 23 de outubro de 2011
16. ↑  Carmichael, Scott (1 de março de 2011). «Pan Am returning to the air as 'Pan Am – the series». Gadling. AOL
17. ↑  Strachan, Alex (25 de setembro de 2011). «Pan Am revisits turbulent golden age of jet travel». Edmonton Journal
18. ↑  Watercutter, Angela (25 de setembro de 2011). «TV Fact-Checker: A Former Stewardess on Pan Am's Friendlier Skies». Wired. Consultado em 22 de outubro de 2011
19. ↑  Gorman, Bill (27 de setembro de 2011). «Sunday Final Ratings: 'Desperate Housewives', 'CSI: Miami', 'The Simpsons' Adjusted Up; '60 Minutes' Adjusted Down». TV by the Numbers. Consultado em 28 de setembro de 2011
20. ↑  Seidman, Robert (4 de outubro de 2011). «Sunday Final Ratings: 'Desperate Housewives', 'Pan Am' Adjusted Up + Unscrambled 'Amazing Race', 'The Good Wife». TV by the Numbers. Consultado em 5 de outubro de 2011
21. ↑  Gorman, Bill (11 de outubro de 2011). «Sunday Final Ratings: 'Desperate Housewives' Adjusted Up; CBS Unscrambled; Packers/Falcons Averages 22 Million». TV by the Numbers. Consultado em 11 de outubro de 2011
22. ↑  Seidman, Robert (18 de outubro de 2011). «Sunday Final Ratings: 'Amazing Race,' 'The X Factor' Adjusted Up; Vikings-Bears Averages 16.57 Million». TV by the Numbers. Consultado em 18 de outubro de 2011
23. ↑  Gorman, Bill (25 de outubro de 2011). «Sunday Final Ratings: 'Once Upon A Time' Adjusted Up + Final Ratings For World Series Game 4 & Saints/Colts». TV by the Numbers. Consultado em 26 de outubro de 2011
24. ↑  Seidman, Robert (1 de novembro de 2011). «Sunday Final Ratings: 'Cleveland Show' Adjusted Up; 'Pan Am' Adjusted Down + Unscrambled CBS Shows & 'Sunday Night Football'». TV by the Numbers. Consultado em 2 de novembro de 2011
25. ↑  Seidman, Robert (8 de novembro de 2011). «Sunday Final Ratings: 'Once Upon a Time,' 'Family Guy' Adjusted Up; 'Pan Am' Down + CBS & 'Sunday Night Football'». TV by the Numbers. Consultado em 9 de novembro de 2011
26. ↑  «Pan Am: 'Unscheduled Departure». Zap2It. Consultado em 6 de novembro de 2011. Arquivado do original em 16 de novembro de 2011
27. ↑  Zap2It http://affiliate.zap2it.com/tv/pan-am-kiss-kiss-bang-bang/EP014194950010. Consultado em 4 de dezembro de 2011 Parâmetro desconhecido |tittle= ignorado (ajuda); Em falta ou vazio |título= (ajuda)
28. ↑  «Pan Am» (em inglês). Metacritic. Consultado em 12 de outubro de 2014